# Palkó Sándor (nyomdász)
Palkó Sándor (Budapest, 1911. február 23. – Pécs, 2001. január 30.) magyar nyomdász, országgyűlési képviselő, eszperantista.

## Életrajza
Nyomdásznak tanult, majd az Athenaeumban helyezkedett el, mint korrektor. Később a Pénzjegynyomdában dolgozott, 1945-ben kinevezték igazgatónak, mely pozíciót 1953-ig töltött be.
Már az 1920-as évek végén bekapcsolódott a munkásmozgalomba, az Ideiglenes Nemzetgyűlés képviselőjeként a szakszervezetek delegáltja volt 1945-ben. 1953-ban szerzett közgazdász diplomát, ekkor nevezték ki a pécsi Gépipari Technikum igazgatójává.
A Baranya megyei Tanács VB elnökeként (1957-1971) sokat tett a pécsi tórendszer kialakításáért és az orfűi horgászélet megszervezéséért. Kezdeményezésére először az Orfűi kistavat, majd a nagyobb Pécsi Tavat alakították ki még az 1960-as évek közepén, és az ő nevéhez fűződik a part-menti horgásztanyák létrejötte is. Másodízben - több cikluson keresztül - 1971. április 15-től 1985. április 19-ig volt országgyűlési képviselő.
Fiatalon bekapcsolódott az eszperantó mozgalomba. A Magyarországi Eszperantista Munkások Egyesülete III. (kispesti) csoportjának titkára (1929-1931), pénztárosa (1932-33), majd a Magyar Országos Eszperantó Egyesület elnökeként (1949-1950) működött.
Szülőföldjén, Orfűn helyezték örök nyugalomra, az Orfű-Mecsekrákosi temetőben nyugszik.

## Emlékezete
Orfűn a MOHOSZ telkén a Pécsi és a Herman Ottó tó közti dombon állították fel bronz mellszobrát, amely Trischler Ferenc szobrászművész alkotása. A szoboravatást 2004. október 9-én tartották, Szili Katalin házelnök leplezte le és Mitzki Ervin, a Horgász Egyesületek Baranyai Szövetségének elnöke mondott beszédet. A mellszobor a Pécsi Tó felé néz, felirata nagyon egyszerű: Palkó Sándor : 1911—2001.

## Díjak, elismerések
- Orfű és Pécs Díszpolgára (1997)[2]